# Rivière Sauvage (Matawinie)
Pour les articles homonymes, voir Rivière Sauvage et Sauvage (homonymie).
La rivière Sauvage est un affluent du réservoir Taureau coulant dans la municipalité de Saint-Michel-des-Saints, dans la municipalité régionale de comté (MRC) de la Matawinie, dans la région administrative de Lanaudière, au Québec, au Canada.

## Géographie
Les principaux bassins versants voisin du bassin de la rivière Sauvage sont :
- au sud : rivière Lavigne qui coule vers le sud dans le territoire non organisé de Saint-Guillaume-Nord. Elle est un tributaire de la rivière L'Assomption ;
- à l'est et au sud-est : rivière Noire qui coule vers le sud pour aller se déverser dans la rivière L'Assomption ;
- à l'ouest : ruisseau Racette (un affluent de la rivière Matawin), ruisseau à l'eau Morte (un affluent de la rivière Matawin) qui coule vers l'ouest, puis vers le nord ;
- au nord-ouest : la rivière Matawin qui coule vers l'est pour aller se déverser dans le réservoir Taureau.

La rivière Sauvage prend sa source au lac Sawin (altitude : 557 m) lequel est relié par un détroit chenal d'environ 0,3 km avec le lac Bernard (altitude : 557 m) où un barrage de rétention a été aménagé à son embouchure. La rivière Sauvage coule sur 33,2 km.
Parcours de la rivière en aval du lac Bernard
À partir de l'embouchure du lac Bernard, la rivière Sauvage descend sur (segment de 4,6 km) :
- 1,5 km vers le sud-est jusqu'au barrage aménagé à l'embouchure du lac Du Curé (environ 260 m de long ; altitude : 503 m). Ce petit lac reçoit les eaux du lac Juneau (altitude : 568 m) venant de l'ouest ;
- 0,8 km vers le sud-est en traversant le lac de la Chaudière Rouge (altitude : 503 m), jusqu'au barrage aménagé à son embouchure situé du côté sud-est ;
- 0,8 km vers le sud-est, en se déversant sur la rive ouest du lac Désy (altitude : 498 m) que le courant traverse sur sa pleine longueur jusqu'à son embouchure situé à l'est ;
- 220 m vers le nord, pour se déverser sur la rive ouest du lac Sauvage ;
- 1,3 km vers le nord, en traversant le lac Sauvage (longueur de 1,9 km et altitude de 489 m), jusqu'à son embouchure situé du côté nord.

Parcours de la rivière en aval du lac Sauvage
À partir de l'embouchure du lac Sauvage, la rivière Sauvage coule sur (segment de 7,6 km) :
- 1,3 km vers le nord-est, en traversant un petit lac (altitude : 420 m), jusqu'au barrage aménagé à son embouchure ;
- 0,8 km vers le nord jusqu'à la décharge du lac Thomas (altitude : 499 m), venant du nord-ouest ;
- 0,2 km vers le nord-est jusqu'à la décharge du lac à Monsieur Frid, du lac Claire et de trois lacs sans nom ;
- 2,24 km (ou 1,6 km en ligne directe) en nombreux petits serpentins, jusqu'au pont de la route menant au village de Saint-Zénon ;
- 3,1 km (ou 1,9 km en ligne directe) en nombreux petits serpentins, jusqu'à la décharge (longue de 2,6 km) du lac Saint-Louis (altitude : 462 m), lequel est situé au cœur du village de Saint-Zénon.

Parcours de la rivière en aval de la décharge du lac Saint-Louis
À partir de la décharge du lac Saint-Louis, la rivière Sauvage coule sur (segment de 21,0 km) :
- 1,5 km vers le nord-ouest (ou 1,3 km en ligne directe) en nombreux petits serpentins, en recueillant les eaux :
  - du ruisseau Bastien lequel reçoit les eaux du lac Saint-Sébastien (altitude : 431 m), lac Bastien (altitude : 521 m), lac Croche (altitude : 460 m), lac Saint-Gervais (altitude : 465 m), lac du Castor (altitude : 512 m) et lac Catin (altitude : 531 m) ;
  - de la décharge du lac Tessier (altitude : 396 m) ;
- 0,7 km vers le nord (ou 0,44 km en ligne directe), recueillant la décharge (longue de 2,5 km) d'un lac sans nom, venant de l'ouest ;
- 1,0 km vers le nord-est (ou 0,58 km en ligne directe) jusqu'à la décharge du lac Eugène (altitude : 420 m) venant du nord-est ;
- 1,6 km vers le nord-ouest (ou 0,76 km en ligne directe) jusqu'à la décharge d'un lac sans nom venant du sud-est, où un barrage de retenu a été érigé à l'embouchure ;
- 4,5 km vers le nord (ou 2,46 km en ligne directe) en formant de plusieurs grands serpentins, jusqu'à aller se déverser sur la rive sud du lac Baby ;
- 4,2 km vers le nord (ou 3,1 km en ligne directe) jusqu'à la décharge du lac Carmelle ;
- 4,1 km vers le nord (ou 2,1 km en ligne directe) formant plusieurs grands serpentins en traversant une zone marécageuse pour aller se déverser sur la rive sud du lac Kaiagamac (longueur de 2,25 km ; altitude : 350 m) que le courant traverse sur sa pleine longueur. À partir de l'embouchure du lac (situé au nord), son émissaire, la rivière Sauvage, coule vers le nord-ouest sur 1,1 km, pour aller se déverser dans la rivière Matawin à une altitude de 352 m. Puis la rivière Matawin descend sur 3,3 km jusqu'au réservoir Taureau (altitude : 350 m) que le courant traverse[2].

## Toponymie
Le toponyme rivière Sauvage a été officialisé le 5 décembre 1968 à la Banque des noms de lieux de la Commission de toponymie du Québec.